# Schwalmpforte

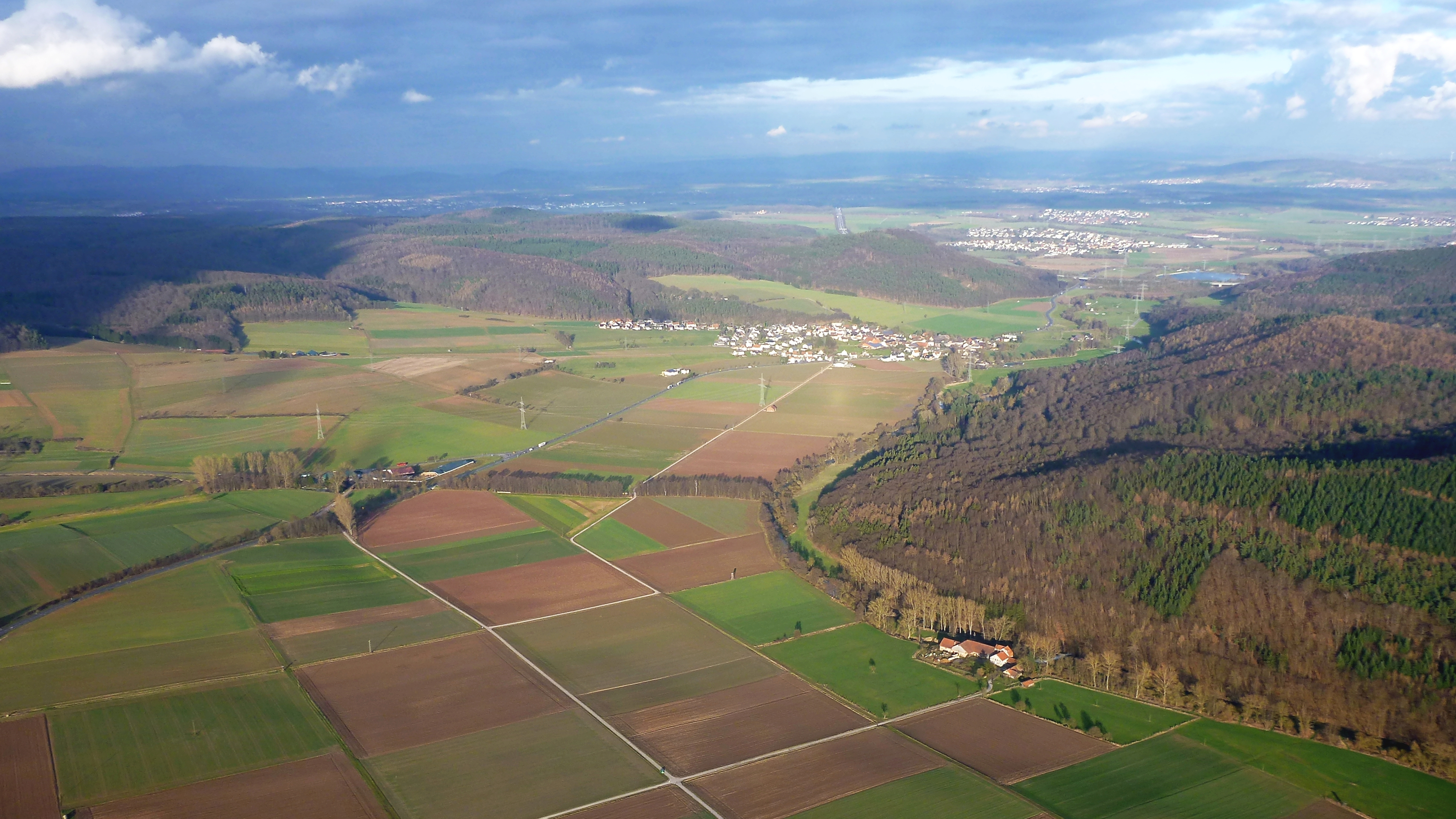
Blick nordostwärts zur Schwalmpforte (mittig rechts) mit Kerstenhausen (mittig) und Kleinenglis (dahinter)

Die Schwalmpforte von Osten, mit Kuhberg (links) und Hundsburg (rechts) sowie mit Gombether See und ehemaligem Kraftwerk Borken

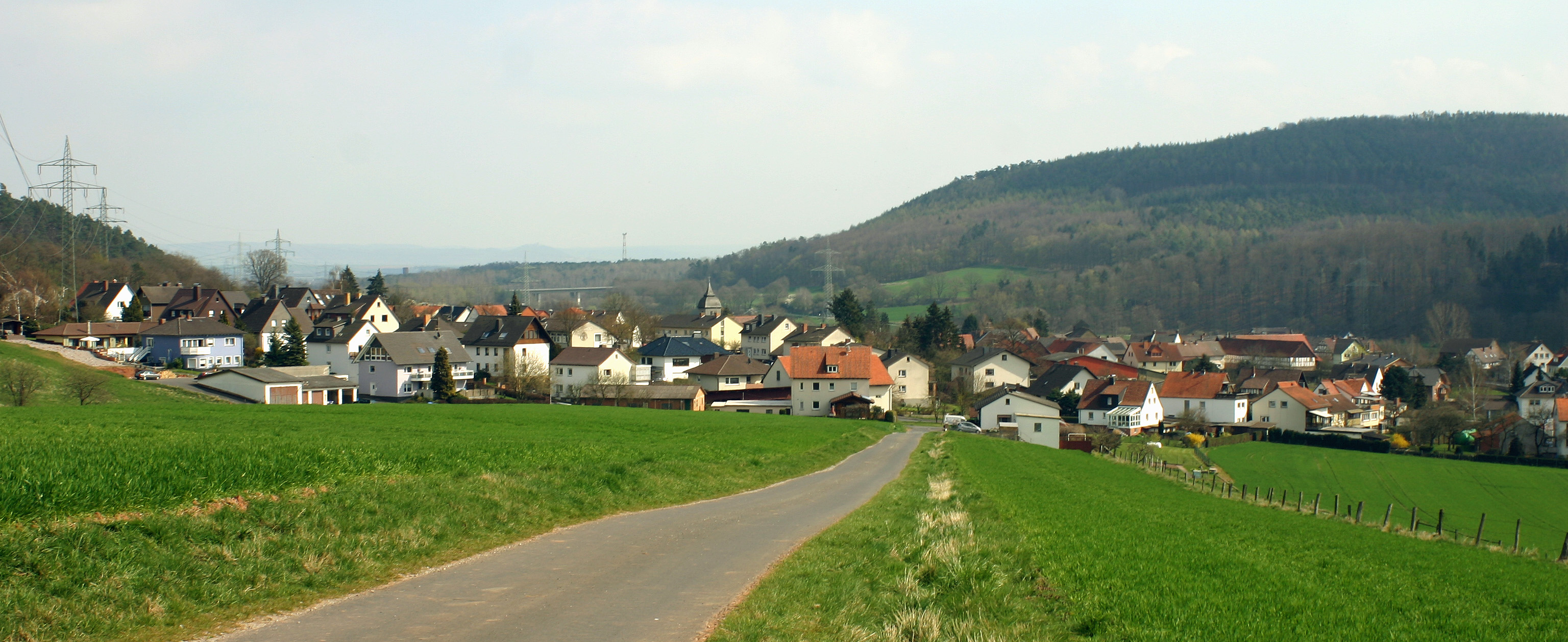
Blick über Kerstenhausen hinweg ostsüdostwärts zur Schwalmpforte (links die Hundsburg, rechts der Kuhberg)

Die Schwalmpforte, einst volkstümlich auch Lierloch genannt, zwischen Kerstenhausen und Kleinenglis im hessischen Schwalm-Eder-Kreis ist der Durchbruch der Schwalm aus dem Löwensteiner Grund in die Schwalmaue.

## Geographie

### Lage
Die Schwalmpforte liegt zwischen den Dörfern Kerstenhausen im Westen, Arnsbach im Süden und Kleinenglis im Osten, die alle zur Stadt Borken gehören. Durch sie verläuft in West-Ost-Richtung die Schwalm, nachdem sie von Süden aus dem Löwensteiner Grund kommend in langgestrecktem Bogen die West- und Nordseite der Altenburg (432,7 m ü. NHN) umflossen und Kerstenhausen passiert hat, in die Schwalmaue. Die Pforte wird von der Hundsburg (334,9 m) im Norden und dem Altenburg-Nordostausläufer Kuhberg (342,9 m) im Süden gebildet. Das Flussbett der Schwalm liegt hier auf 180 m Höhe.
Unmittelbar östlich der Pforte liegt die Stockelache, ein aus dem Tagebaurestloch der einstigen „Grube Stockelache“ nach der Einstellung des Braunkohlebergbaus im Borkener Braunkohlerevier durch Rekultivierung entstandener, etwa 10 Hektar großer Naturbadesee. Südöstlich davon erhebt sich in Pfortennähe die Kippe Altenburg, eine Hochkippe.
Durch die Pforte ziehen sich in West-Ost-Richtung entlang der Schwalm Teile des Landschaftsschutzgebiets Auenverbund Schwalm (CDDA-Nr. 378405; 1993 ausgewiesen; 45,1006 Quadratkilometer groß).

### Naturräumliche Zuordnung
Die Schwalmpforte gehört in der naturräumlichen Haupteinheitengruppe Westhessisches Bergland (Nr. 34) und in der Haupteinheit Ostwaldecker Randsenken (341) zur Untereinheit Hessenwald (341.6). Dort tritt die Schwalm aus dem westlichen Löwensteiner Grund (341.7) durch den Naturraum Hessenwald in die östliche Schwalmaue (343.210) über, die in der Haupteinheit Westhessische Senke (343) und in der Untereinheit Hessengau (343.2) zum Naturraum Waberner Ebene (343.21) zählt.

## Entstehung
Wie von Schmidt-Döhl überzeugend dargelegt, wurde die Schwalmpforte ursprünglich vom Wälzebach gebildet, der im Pliozän gemeinsam mit der Gilsa und der Urff den Kellerwald nach Osten entwässerte und damals ein wesentlich größeres Einzugsgebiet hatte als heute und daher auch wesentlich mehr Wasser führte. Ihm gingen dann jedoch durch rückschreitende Erosion des Sonderbachs bei Odershausen seine beiden ursprünglichen Quellflüsse Talgraben und Kaltebornsbach an das Flusssystem der Eder verloren, und auch die Urff, die heute direkt in die Schwalm mündet, floss zuvor dem Wälzebach zu. Der sehr steile Nordwesthang der Altenburg, entlang dem heute die Schwalm verläuft, ist ein ursprünglicher Prallhang des Wälzebachs. Die Schwalm trat erst viel später in die von Gilsa, Urff und Wälzebach gebildete Flusslandschaft des heutigen Löwensteiner Grunds ein und gestaltete sie weiter.

## Verkehr
Durch die Schwalmpforte verlief im Mittelalter die wichtige Handelsstraße von Kassel und Fritzlar über Marburg nach Frankfurt. Heute führt nördlich entlang der Schwalm unterhalb der Hundsburg die Bundesstraße 3 hindurch, die am östlichen Ausgang der Pforte bei der Anschlussstelle Borken die Bundesautobahn 49 unterquert und anschließend den Badesee Stockelache passiert. Südlich entlang des Flusses verläuft durch die Pforte am Nordfuß des Kuhbergs vorbei die Kreisstraße 73 von Kerstenhausen nach Arnsbach und dann weiter nach Borken; sie passiert die Wüstung des 1578 letztmals als Einzelhof erwähnten Dorfs Kleinkerstenhausen und die Reste der Margarethenkirche.
Koordinaten: 51° 3′ 50,4″ N, 9° 13′ 55,2″ O